# Саукбулак
Саукбула́к (узб. Sovuqbuloq/Совуқбулоқ) — горная река (сай) в Ахангаранском районе Ташкентской области, левый приток реки Ахангаран (непостоянно).

## Географическое описание
Длина реки составляет 20 км. Русло наполняется водами в весенний и осенний период, летом сай пересыхает.

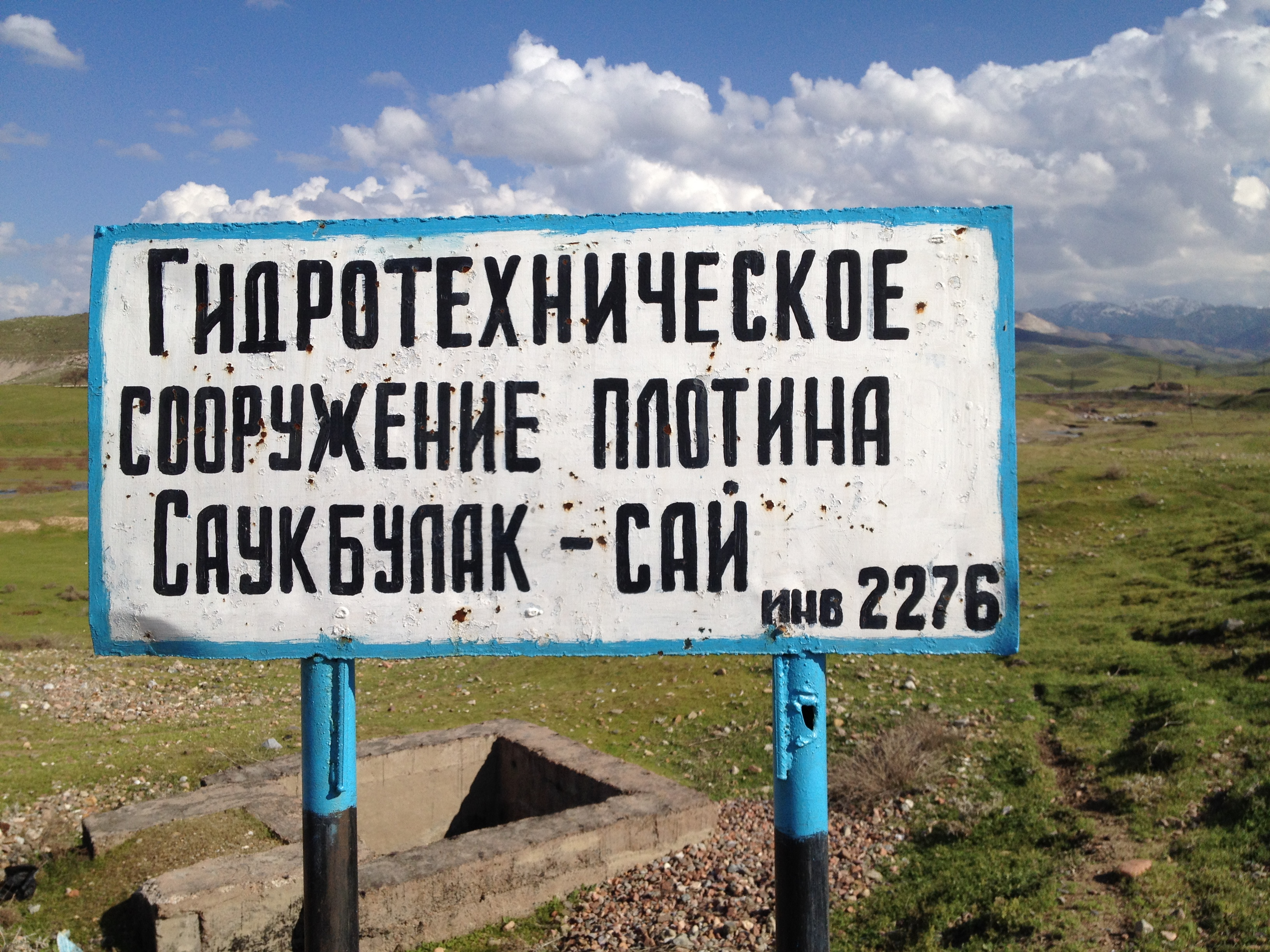
Указатель при подъезде к плотине Саукбулак-сай

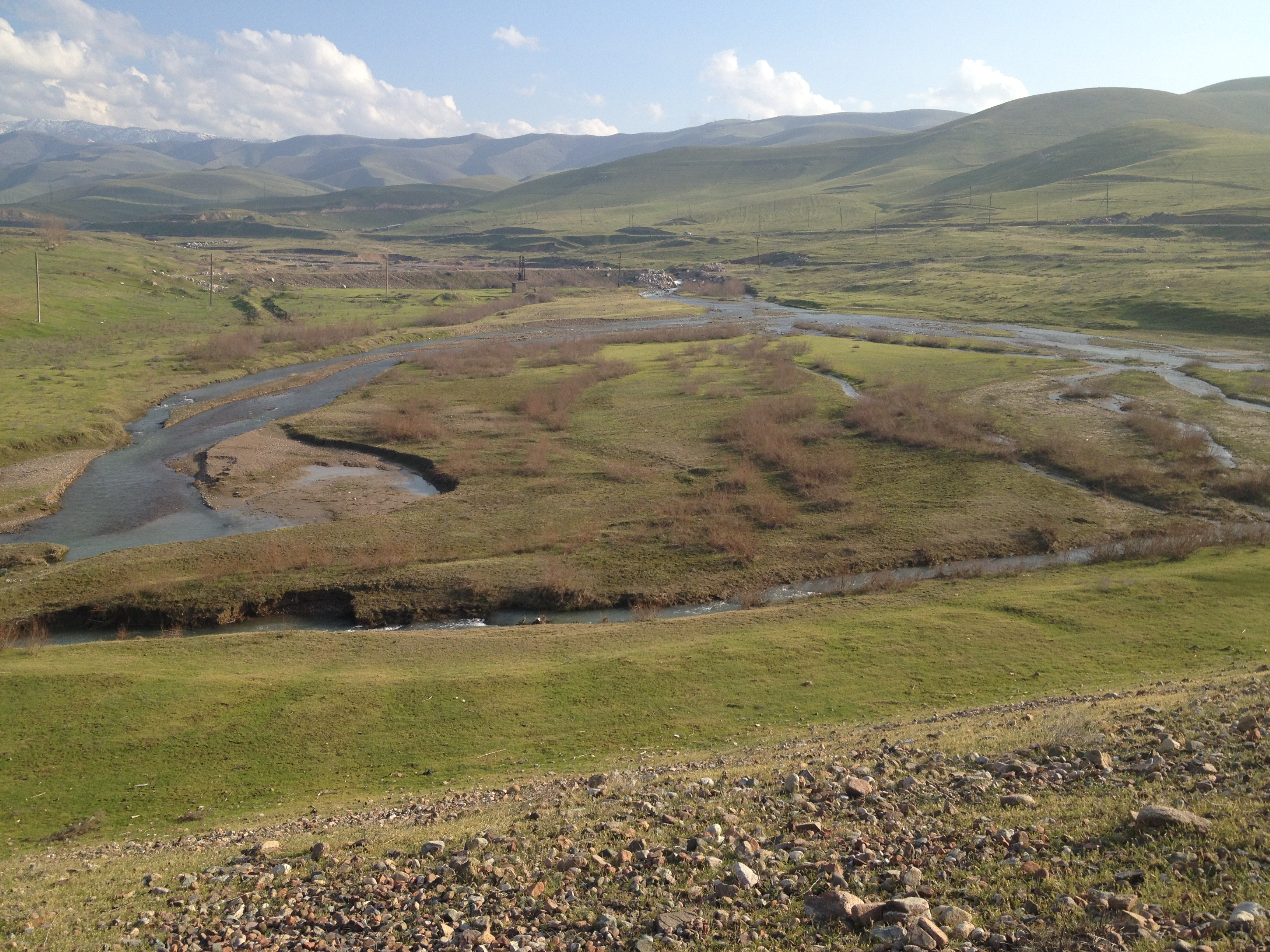
Рукава Саукбулака перед плотиной

Саукбулак стекает с бокового склона Кураминского хребта. Он образуется от родников на высоте 2 200 м; в верховьях реки расположен одноимённый источник.
Русло проходит в общем северо-западном направлении, имея небольшие изгибы. Вдоль Саукбулака в среднем течении проложены автомобильная и железная дороги. По течению сая расположены населённые пункты Чинар, Акташ, развалины Сассык. В низовьях на Саукбулаке возведена плотина Саукбулак-сай.
Перед устьем русло пересекает железнодорожную линию и выходит к кишлаку Абыз. Водоток впадает слева в реку Ахангаран.

## Геология
По Саукбулаку описана саукбулакская свита (нижний карбон, турнейский ярус, верхний подъярус), представленная серыми известняками.

## Археологические памятники
На территории Абыза известен крупный археологический памятник Имлак — руины города IV/V—XII веков, расположенного между Саукбулаком и Атчапарсаем, с запада и востока ограниченные саями. Имлак отождествляется со средневековой столицей Илака — городом Тункетом. 
На правом берегу Саукбулака незадолго до его впадения в Ахангаран зафиксировано городище Суйрытепе-2. Зафиксированное Михаилом Массоном в 1934 году, оно изучалось Чаткало-Кураминским археологическим отрядом в 1960 году.  Оно представляет собой холм-крепость в форме конуса и, возможно, было возведено для охраны и защиты Тункета. Раскопки руин не проводились, однако был зафиксирован подъёмный материал V—VIII веков н. э..